# 마드리드 지하철 3호선

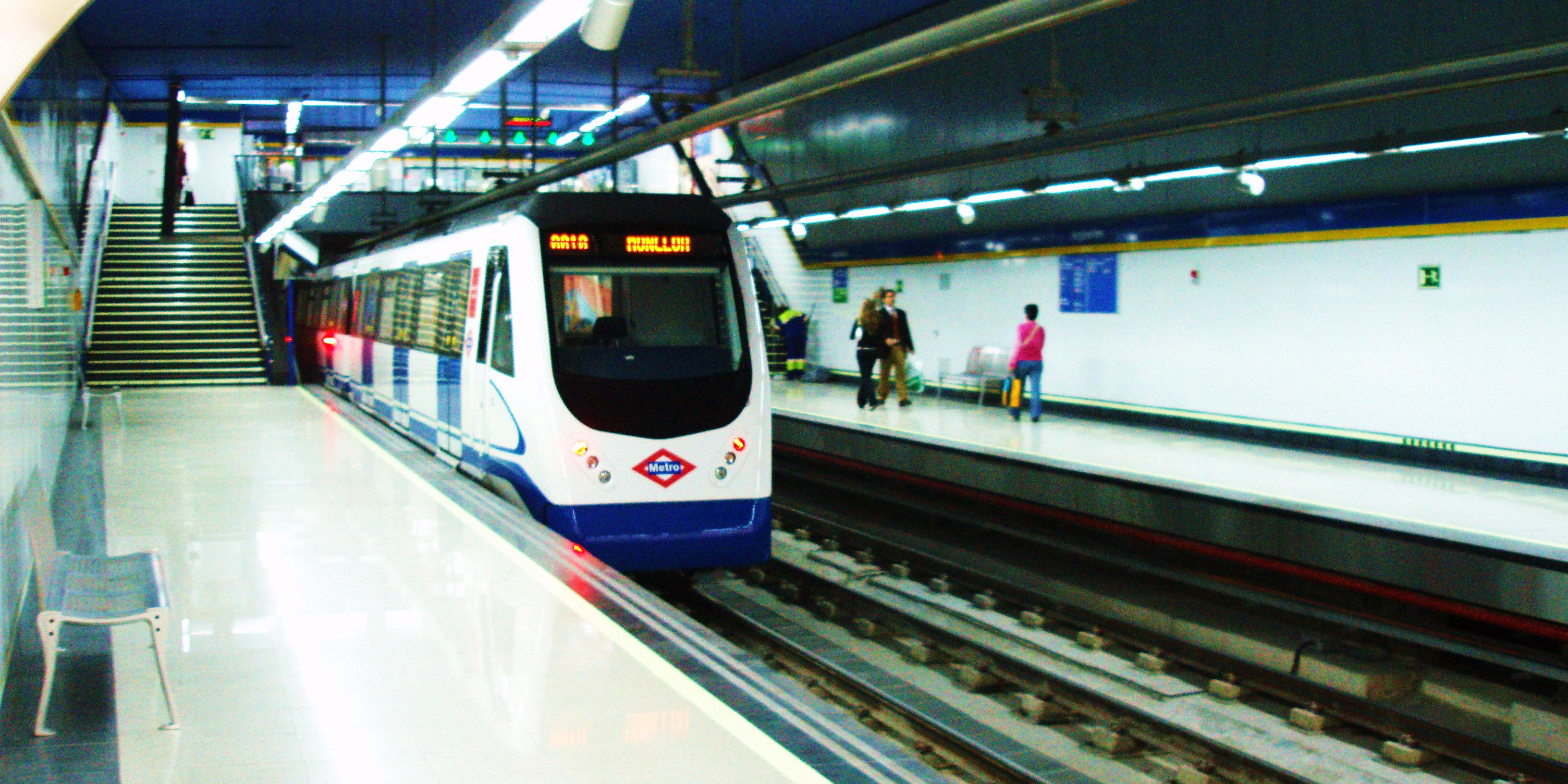
아르궤예스 역의 3호선 열차

마드리드 지하철 3호선(línea 3)은 스페인 마드리드 지하철의 노선 중 하나로, 몽클로아 역과 비야베르데 알토 역을 이으며 마드리드 시를 남북으로 가로지른다. 길이는 16.4km에 총 18개 역이 영업 중에 있다. 현재 마드리드 지하철 전 노선에서 진행중인 리모델링 공사 가운데서 전 구간이 완벽하게 공사가 끝난 유일한 노선이기도 하다. 노선색은 황색이다.

## 역사
1936년 8월 9일, 첫번째 구간인 솔-엠바하도레스 구간이 완공되면서 처음 개통하였다. 스페인 내전이 터지고 난 뒤 1941년에는 솔에서 아르궤예스 역까지 연장되었다. 전쟁이 끝나고 1949년에는 엠바하도레스에서 델리시아스 역까지 연장되었고, 2년 뒤에는 다시 레가스피 역까지 연장되었다. 1963년에는 아르궤예스에서 몽클로아 역까지 연장되었다.
2006년에는 3000번호대 신차량 도입과 함께 6량 크기의 열차에 맞추어 승강장을 90m로 확대하는 공사가 마무리되었다. 공사 과정에서 전 역을 현대화하고 보수하는 작업을 거쳤으며 완전히 새 노선으로 탈바꿈하였다. 몽클로아 역은 아예 환승이 편리하도록 6호선 역 승강장 바로 옆에 다시 지었다. 2007년 4월 21일에는 레가스피 역에서 비야베르데 알토 역까지 연장되었고 이로서 3호선의 길이규모는 두 배가 되었다. 차후에는 노선 양 끝쪽을 더 연장하는 방안이 검토되고 있으며, 남쪽으로는 엘카사르 역까지 연장되어 12호선과 C3호선과 환승될 예정이다.

## 환승 정보
3호선과 환승되는 노선은 다음과 같다.
- 1호선 - 솔 역

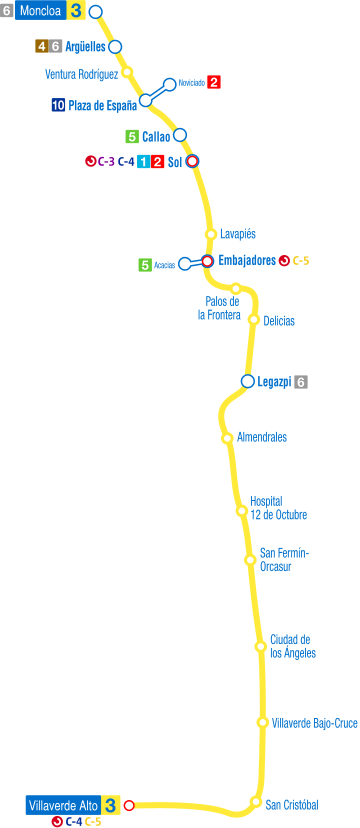
3호선 노선도

- 2호선 - 솔 역, 플라사 데 에스파냐 역 (환승통로 이용)
- 4호선 - 아르궤예스 역
- 5호선 - 카야오 역, 엠바하도레스 역 (환승통로 이용)
- 6호선 - 몽클로아 역, 아르궤예스 역, 레가스피 역
- 10호선 - 플라사 데 에스파냐 역
- 세르카니아스 마드리드 - 솔 역, 엠바하도레스 역, 비야베르데 알토 역

이밖에도 레가스피 역과 비야베르데 알토 역 사이의 대합실에서는 마드리드 시외버스 노선이 다니는 정류장이 있으며, 몽클로아 역에도 정류장이 있다.

## 같이 보기
- 마드리드 지하철